# Momir Petković
Momir Petković (* 21. Juli 1953 in Subotica) ist ein ehemaliger jugoslawischer Ringer.

## Werdegang
Momir Petković begann bereits als siebenjähriger Junge 1960 in Subotica mit dem Ringen. Bei dem jugoslawischen Spitzenverein „Spartak“ Subotica fand er gute Trainer, die ihn schnell nach vorne brachten. Bereits im Jugend- und Juniorenbereich erzielte er auf internationaler Ebene gute Ergebnisse. Er rang ausschließlich im griech.-römischen Stil. Seinen Einstand auf der internationalen Ringermatte gab er bei den Jugend-Europameisterschaften 1970 im schwedischen Huskvarna. Dort belegte er einen hervorragenden 2. Platz in der Klasse bis 75 kg Körpergewicht. Bei den Junioren-Europameisterschaften 1972 startete er im Halbschwergewicht und erreichte wieder einen hervorragenden 2. Platz. 1972 gewann er auch seinen ersten Titel bei den jugoslawischen Meisterschaften der Senioren. Er war damals erst 19 Jahre alt.
Im Jahr 1973 wurde er vom Verband bei den Europameisterschaften in Helsinki im Mittelgewicht eingesetzt. Er gewann drei Kämpfe, unterlag dann aber gegen Miroslav Janota aus der Tschechoslowakei und Dimitar Iwanow aus Bulgarien und landete auf dem 5. Platz. In den Jahren 1974 und 1975 wurde er nur bei Europameisterschaften in Madrid und Ludwigshafen am Rhein eingesetzt. Er konnte sich dort aber nicht im Vorderfeld behaupten. Bei den Weltmeisterschaften 1973, 1974 und 1975 wurde ihm Milan Nenadić vorgezogen.
Im Jahr 1976 wurde Petković zunächst bei den Europameisterschaften in Leningrad nicht eingesetzt. Umso sensationeller gestaltete sich dann aber sein Auftritt bei den Olympischen Spielen des gleichen Jahres in Montreal. Dort gewann Momir Petković mit sechs überlegenen Siegen die Goldmedaille im Mittelgewicht. In den Finalkämpfen hatten Iwan Kolew aus Bulgarien und Wladimir Tscheboksarow aus der Sowjetunion gegen ihn keine Chance. 
In den Jahren 1977, 1978 und 1979 startete Petković jeweils nur bei den Weltmeisterschaften. In Göteborg, Mexiko-Stadt und San Diego landete er dabei auf Platz drei und wurde zweimal Vizeweltmeister. Jedes Mal wurde ihm dabei die Suppe von dem Rumänen Ion Draica versalzen, der ihn bei jeder dieser Veranstaltungen besiegte.
Im Jahr 1980 war Petković weder bei den Europameisterschaften noch bei den Olympischen Spielen in Moskau am Start.
1981 war er wieder dabei und gewann erneut den Vizeweltmeister-Titel. In Oslo gewann er dabei seine letzte Medaille bei einer internationalen Meisterschaft. Im Endkampf unterlag er dem sowjetischen Sportler Gennadi Korban.
Bei der Europameisterschaft 1982 in Warna und der Weltmeisterschaft 1982 in Kattowitz musste er jeweils mit dem undankbaren 4. Platz vorliebnehmen und bei der Europameisterschaft 1983 in Budapest landete er nur auf dem 6. Platz. Trotzdem wollte Petković zum Abschluss seiner Karriere bei den Olympischen Spielen 1984 in Los Angeles noch einmal eine Medaille gewinnen. Er verpasste diese mit einem 4. Platz aber knapp, als er dem Schweden Sören Claesson im Kampf um die Bronzemedaille mit 5:2 Punkten unterlag.
Momir Petković wanderte 1986 mit seiner Familie aus Jugoslawien in die Vereinigten Staaten aus. Er war zunächst bis 1992 Coach im New York Athletic Club und betreute dann als Assistenztrainer bzw. als Cheftrainer die US-amerikanische Nationalmannschaft der Ringer im griech.-römischen Stil. Dort hatte er maßgeblichen Anteil am Olympiasieg im Jahr 2000 von Rulon Gardner und dessen spektakulärem Sieg über Alexander Karelin aus Russland und an den Medaillengewinnen von Matt Lindland und Brandon Paulson.
Die Ergebnisse der internationalen Meisterschaften und einiger anderer Turniere, an denen Momir Petković teilnahm, sind aus dem folgenden Abschnitt zu ersehen.

## Erfolge

### International
(OS = Olympische Spiele, WM = Weltmeisterschaft, EM = Europameisterschaft, GR = griech.-röm. Stil, Mi = Mittelgewicht, Hs = Halbschwergewicht, damals bis 82 kg bzw. 90 kg Körpergewicht)
- 1970, 2. Platz, Jugend-EM in Huskvarna, GR, bis 75 kg Körpergewicht, hinter Petko Valtschew, Bulgarien, und vor Wladimir Nechaew, UdSSR;
- 1972, 2. Platz, Junioren-EM, GR, Hs, hinter Leonid Liberman, UdSSR, und vor Lipniewicz, Polen;
- 1973, 5. Platz, EM in Helsinki, GR, Mi, mit Siegen über Constant Bens, Belgien, Ion Gabor, Rumänien und Volker Zwick, DDR, und Niederlagen gegen Miroslav Janota, Tschechoslowakei und Dimitar Iwanow, Bulgarien;
- 1974, 12. Platz, EM in Madrid, GR, Mi. mit einem Unentschieden gegen Werner Schröter, BRD, und Niederlagen gegen Olteanu Staicu, Rumänien und Kiril Dimitrow, Bulgarien;
- 1975, 12.Platz, EM in Ludwigshafen am Rhein, GR, Mi, nach Niederlagen gegen Ion Enache, Rumänien, und Ömer Suzan, Türkei,
- 1975, 1. Platz, Mittelmeerspiele in Algier, GR, Mi, vor Ayhan Suzan, Türkei, und André Bouchoule, Frankreich;
- 1976, Goldmedaille, OS in Montreal, GR, Mi, mit Siegen über Houshang Montazerkohour, Iran, Dan Chandler, USA, Miroslav Janota, Ion Enache, Iwan Kolew, Bulgarien, und Wladimir Tscheboksarow, UdSSR;
- 1977, 3. Platz, WM in Göteborg, GR, Mi, mit Siegen über Francesco Semerano, Italien, Suzan, Miklós Hegedűs, Ungarn, Jan Dolgowicz, Polen, und Niederlagen gegen Ion Draica, Rumänien, und Tscheboksarow;
- 1978, 2. Platz, WM in Mexiko-Stadt, GR, Mi, mit Siegen über Jarmo Övermark, Finnland, Heinz Lengacher, Schweiz, Christo Sawa, Bulgarien, Dan Chandler und Tscheboksarow und einer Niederlage gegen Draica;
- 1979, 1. Platz, Mittelmeer-Spiele in Split, GR, Mi, vor Mahmud El Ashram, Ägypten, und Dimitrios Thanopoulos, Griechenland;
- 1979, 2. Platz, WM in San Diego, GR, Mi, mit Siegen über Benny Emmerechts, Belgien, Kurt Spaniol, BRD, Dolgowicz und Pawel Pawlow, Bulgarien, und Niederlagen gegen Draica und Gennadi Korban, UdSSR;
- 1981, 2. Platz, WM in Oslo, GR, Mi, mit Siegen über Ernestino Razzino, Italien, Klaus Mysen, Norwegen, Karoly Tomas, Ungarn, und Dan Chandler und einer Niederlage gegen Korban;
- 1982, 4. Platz, EM in Warna, GR, Mi, hinter Janimow, UdSSR, Andrzej Malina, Polen, und Draica und vor Spaniol und Övermark;
- 1982, 4. Platz, WM in Kattowitz, GR, Mi, hinter Taimuraz Abchazawa, UdSSR, Draica und Dolgowicz und vor Adrian Berg van Linde, Schweden, und Övermark;
- 1983, 6. Platz, EM in Budapest, GR, Mi, hinter Abchazawa, Draica, Malina, Sören Claesson, Schweden, und Gyula Erdelyi, Ungarn;
- 1984, 4. Platz, OS in Los Angeles, GR, Mi, mit Siegen über Övermark, Siegfried Seibold, BRD, Georg Marchl, Österreich, und Niederlagen gegen Dimitrios Thanopoulos, Griechenland, und Sören Claesson

### Jugoslawische Meisterschaften
Momir Petković gewann die jugoslawische Meisterschaft 1972, 1974, 1975 und 1976 im griech.-röm. Stil im Mittelgewicht.